# Cernigovo, Kărdjali
Cernigovo (în bulgară Чернигово) este un sat în comuna Ardino, regiunea Kărdjali,  Bulgaria. 

## Demografie
Componența etnică a satului Cernigovo
     Turci (95,58%)
     Nicio identificare (4,41%)
     Altele (0%)
La recensământul din 2011, populația satului Cernigovo era de 68 locuitori. Din punct de vedere etnic, majoritatea locuitorilor (95,58%) erau turci. Pentru 4,41% din locuitori nu este cunoscută apartenența etnică.